# Димитар Рангелов
Димитар Рангелов (болг. Димитър Рангелов, 9 лютого 1983, Софія) — болгарський футболіст, нападник клубу «Славія» (Софія).
Виступав, зокрема, за клуби «Коньяспор» та «Люцерн», а також національну збірну Болгарії.

## Клубна кар'єра
Народився 9 лютого 1983 року в місті Софія. Вихованець юнацьких команд футбольних клубів «Левскі» та «Славія» (Софія).
У дорослому футболі дебютував 2000 року виступами за команду клубу «Славія» (Софія), в якій провів шість сезонів, взявши участь у 127 матчах чемпіонату. Більшість часу, проведеного у складі софійської «Славії», був основним гравцем атакувальної ланки команди.
Згодом з 2006 по 2007 рік грав у складі команд клубів «Страсбур» та «Ерцгебірге Ауе» (на правах оренди).
Своєю грою за останню команду привернув увагу представників тренерського штабу клубу «Енергі», до складу якого приєднався 2007 року. Відіграв за клуб з Котбуса наступні два сезони своєї ігрової кар'єри. Граючи у складі «Енергі» також здебільшого виходив на поле в основному складі команди.
2009 року уклав контракт з клубом «Боруссія» (Дортмунд), у складі якого провів наступний рік своєї кар'єри гравця. 
Протягом 2010—2012 років на правах оренди захищав кольори клубів «Маккабі» (Тель-Авів) та «Енергі».
З 2012 року два сезони захищав кольори команди клубу «Люцерн». Тренерським штабом нового клубу також розглядався як гравець «основи».
До складу клубу «Коньяспор» приєднався 2014 року. Відтоді встиг відіграти за команду з Коньї 78 матчів у національному чемпіонаті.
Влітку 2017 перейшов до іншого турецького клубу «Умранієспор», де провів один сезон та відіграв 27 матчів.
У жовтні 2018 Димитар уклав до завершення сезону контракт з німецьким клубом «Енергі». У 2019 сторони продовжили контракт ще на один рік.
Влітку 2020 Рангелов повернувся до футбольної команди «Славія» (Софія).

## Виступи за збірні
Протягом 2003–2005 років залучався до складу молодіжної збірної Болгарії. На молодіжному рівні зіграв у 12 офіційних матчах, забив 5 голів.
2004 року дебютував в офіційних матчах у складі національної збірної Болгарії. Провів у формі головної команди країни 40 матчів, забивши 6 голів.

## Статистика виступів

### Статистика клубних виступів
| Сезон                        | Команда                      | Чемпіонат                    | Чемпіонат | Чемпіонат | Національний кубок | Національний кубок | Національний кубок | Континентальні кубки | Континентальні кубки | Континентальні кубки | Усього | Усього |
| Сезон                        | Команда                      | Ліга                         | Ігор      | Голів     | Ліга               | Ігор               | Голів              | Ліга                 | Ігор                 | Голів                | Ігор   | Голів  |
| ---------------------------- | ---------------------------- | ---------------------------- | --------- | --------- | ------------------ | ------------------ | ------------------ | -------------------- | -------------------- | -------------------- | ------ | ------ |
| 1999–00                      | «Славія» (Софія)             | A                            | 1         | 0         | КБ                 | 0                  | 0                  | -                    | -                    | -                    | 1      | 0      |
| 2000–01                      | «Славія» (Софія)             | A                            | 5         | 0         | КБ                 | 0                  | 0                  | -                    | -                    | -                    | 5      | 0      |
| 2001–02                      | «Славія» (Софія)             | A                            | 23        | 3         | КБ                 | 0                  | 0                  | -                    | -                    | -                    | 23     | 3      |
| 2002–03                      | «Славія» (Софія)             | A                            | 24        | 4         | КБ                 | 0                  | 0                  | -                    | -                    | -                    | 24     | 4      |
| 2003–04                      | «Славія» (Софія)             | A                            | 21        | 8         | КБ                 | 0                  | 0                  | -                    | -                    | -                    | 21     | 8      |
| 2004–05                      | «Славія» (Софія)             | A                            | 27        | 4         | КБ                 | 0                  | 0                  | -                    | -                    | -                    | 27     | 4      |
| 2005–06                      | «Славія» (Софія)             | A                            | 26        | 7         | КБ                 | 1                  | 0                  | -                    | -                    | -                    | 27     | 7      |
| Усього «Славія» (Софія)      | Усього «Славія» (Софія)      | Усього «Славія» (Софія)      | 127       | 26        |                    | 1                  | 0                  |                      | -                    | -                    | 128    | 26     |
| 2006-2007                    | «Страсбур»                   | Л2                           | 15        | 2         | КФ+КФЛ             | 2+2                | 0+2                | -                    | -                    | -                    | 19     | 4      |
| 2007                         | «Ерцгебірге Ауе»             | 2БЛ                          | 16        | 5         | КН                 | 0                  | 0                  | -                    | -                    | -                    | 16     | 5      |
| 2007–08                      | «Енергі»                     | БЛ                           | 22        | 6         | КН                 | 1                  | 1                  | -                    | -                    | -                    | 23     | 7      |
| 2008–09                      | «Енергі»                     | БЛ                           | 27        | 9         | КН                 | 3                  | 3                  | -                    | -                    | -                    | 30     | 12     |
| 2009–10                      | «Боруссія» (Дортмунд)        | БЛ                           | 10        | 1         | КН                 | 2                  | 0                  | -                    | -                    | -                    | 12     | 1      |
| 2010-11                      | «Боруссія» (Дортмунд)        | БЛ                           | 1         | 0         | КН                 | 0                  | 0                  | ЛЄ                   | 1                    | 0                    | 2      | 0      |
| Усього «Боруссія» (Дортмунд) | Усього «Боруссія» (Дортмунд) | Усього «Боруссія» (Дортмунд) | 11        | 1         |                    | 2                  | 0                  |                      | 1                    | 0                    | 14     | 1      |
| 2010–11                      | «Маккабі» (Тель-Авів)        | ПЛІ                          | 22        | 2         | КІ+КТ              | 5+1                | 2+0                | ЛЄ                   | 5                    | 0                    | 33     | 4      |
| 2011–12                      | «Енергі»                     | 2БЛ                          | 30        | 12        | КН                 | 1                  | 0                  | -                    | -                    | -                    | 31     | 12     |
| Усього «Енергі»              | Усього «Енергі»              | Усього «Енергі»              | 79        | 27        |                    | 5                  | 4                  |                      | -                    | -                    | 84     | 31     |
| 2012–13                      | «Люцерн»                     | СЛ                           | 28        | 1         | КШ                 | 1                  | 0                  | ЛЄ                   | 2                    | 1                    | 31     | 2      |
| 2013–14                      | «Люцерн»                     | СЛ                           | 26        | 11        | КШ                 | 5                  | 6                  | -                    | -                    | -                    | 31     | 17     |
| Усього «Люцерн»              | Усього «Люцерн»              | Усього «Люцерн»              | 54        | 12        |                    | 6                  | 6                  |                      | 2                    | 1                    | 62     | 19     |
| 2014–15                      | «Коньяспор»                  | ЧТ                           | 23        | 6         | КТ                 | 3                  | 0                  | -                    | -                    | -                    | 26     | 6      |
| 2015–16                      | «Коньяспор»                  | ЧТ                           | 29        | 4         | КТ                 | 8                  | 1                  | -                    | -                    | -                    | 37     | 5      |
| 2016–17                      | «Коньяспор»                  | ЧТ                           | 26        | 3         | КТ                 | 4                  | 2                  | ЛЄ                   | 1                    | 1                    | 31     | 6      |
| Усього «Коньяспор»           | Усього «Коньяспор»           | Усього «Коньяспор»           | 78        | 13        |                    | 15                 | 3                  |                      | 1                    | 1                    | 94     | 17     |
| 2017–18                      | «Умранієспор»                | TFF 1. Lig                   | 24        | 7         | -                  | -                  | -                  | -                    | -                    | -                    | 24     | 7      |
| 2018–19                      | «Енергі»                     | Третя ліга                   | 24        | 7         | -                  | -                  | -                  | -                    | -                    | -                    | 24     | 7      |
| 2019–20                      | «Енергі»                     | Регіональна ліга             | 22        | 11        | КН                 | 3                  | 2                  | -                    | -                    | -                    | 25     | 13     |
| Усього за кар'єру            | Усього за кар'єру            | Усього за кар'єру            | 474       | 121       |                    | 41                 | 18                 |                      | 9                    | 2                    | 524    | 141    |

## Титули і досягнення
- Володар Кубка Туреччини (1):

«Коньяспор»: 2016-17